# Chiesa del Santissimo Corpo del Signore
La chiesa del Santissimo Corpo del Signore , maggiormente conosciuta come chiesa del Corpus Domini, è il principale luogo di culto cattolico di Pagliaro, frazione di Algua in provincia e diocesi di Bergamo. Fa parte del vicariato di Selvino-Serina.

## Storia
La ricostruzione della primitiva chiesa viene fatta risalire alla seconda metà di Quattrocento su un antico luogo di culto, forse del XIII secolo.  Durante la riedificazione all'edificio fu fatta una rotazione di 180°, e l'antico presbiterio di piccole dimensioni divenne una cappella laterale dedicata al Cristo risorto.
La chiesa fu elevata canonicamente autonoma il 17 giugno 1464 con lo smembramento dalla chiesa di Sant'Andrea di Bracca dal vescovo Giovanni Barozzi con atto rogato dal notaio Giovanni Francesco Salvetti, informazione riportata nel registro censuale redatto dal vescovo Vittore Soranzo nella metà del Cinquecento nel quale si conferma la raggiunta autonomia a chiesa parrocchiale nel 1464.
Con l'istituzione dei vicariati foranei nel II sinodo diocesano del 1568 voluto dal vescovo Federico Corner, in attuazione delle disposizioni del primo sinodo provinciale del !565, la chiesa fu inserita nella pieve di pieve di Dossena. La chiesa fu visitata dell'arcivescovo di Milano san Carlo Borromeo il 25 settembre 1575 durante la sua visita diocesana nella bergamasca. Dagli atti si deduce che nella chiesa aveva il giuspatronato dei vicini che pagavano lo stipendio al curato mercenario. Vi erano cinque altari di cui quello maggiore retto dalla confraternita del Santissimo Sacramento. Nel 1659 fu visitata dal vescovo Giovanni Paolo Dolfin. La relazione riporta la presenza delle scuola della dottrina cristiana, del Santissimo Sacramento e del Rosario che gestivano gli altari. Il clero era retto da due sacerdoti e vi era il consorzio pio della Misericordia.
Nel 1666 la chiesa fu inserita nel “Sommario delle chiese di Bergamo”, elenco redatto dal cancelliere della curia vescovile Giovanni Giacomo Marenzi e indicata sotto l'invocazione del Santissimo Corpo di Cristo,  si trovava in Valle Brembana Superiore, facente parte della pieve di Dossena. Sussidiaria vi era l'oratorio intitolato a San Carlo. La parrocchiale era retta da un curato titolato coadiuvato da un altro sacerdote.
Nel XX secolo la chiesa fu oggetto di lavori di ristrutturazione con il recupero degli affreschi quattrocenteschi nel 1948, e successivamente di ogni parte dell'edificio con importanti opere di mantenimento. Negli anni settanta del Novecento fu posto l'altare comunitario rivolto ai fedeli, in ottemperanza alle indicazioni del concilio Vaticano II.
Il 27 maggio 1979 con decreto del vescovo Giulio Oggioni la chiesa fu inserita nel vicariato di Selvino-Serina.

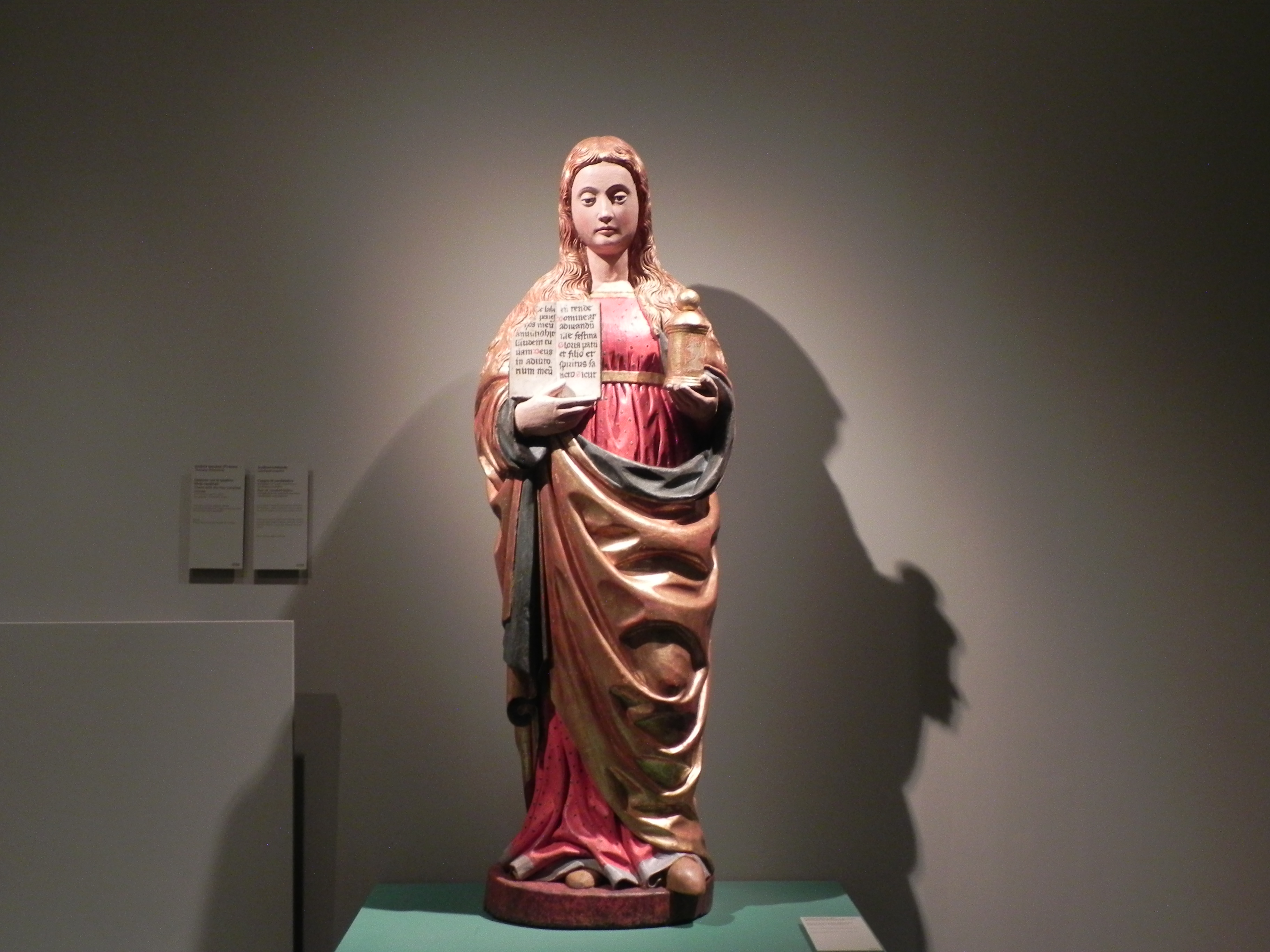
Santa Maria Maddalena opera di Pietro Bussolo

## Descrizione

### Esterno
L'edificio di culto con orientamento a nord, e preceduto da un ampio sagrato con manto erboso, ha un porticato a tre aperture con pilastri in pietra locale che reggono la copertura lignea del tetto a una falda. Nella parte inferiore della facciata vi è il portico completo di paraste e architrave in pietra locale. La parte superiore presenta un'ampia finestra modanata atta a illuminare l'aula.

### Interno
L'interno conserva la sua struttura quattrocentesca a navata unica e a pianta rettangolare. La navata è divisa da due arconi a sesto acuto in tre campate. Gli archi quattrocenteschi sorreggono il tetto ligneo. Un affresco è posto nella parta sinistra della navata e a destra vi è la cappella del Risorto, chiusa da una cancellata ferrea dedicata al fonte battesimale. Nella seconda campata vi è l'ingresso laterale sul lato sinistro e la grande ancona in legno intitolata ai santi Antonio e Filippo. Nella terza campata vi è l'affresco a forma di polittico sul lato destro. La cantoria e l'accesso alla sagrestia sono posti nella terza campata a destra.
La zona del presbiterio, di misure misuri all'aula, permette la presenza sui due lati minori degli altari dedicati alla Madonna e alle Stimmate di san Francesco. Il presbiterio, con copertura di volta a botte è sopraelevato da tre gradini e termina con il coro ad abside coperto da catino e con coro completo di 13 stalli divisi da lesene a forma di cariatidi.

#### Cappella del Risorto
La cappella, originariamente l'abside della chiesa, è diventata una cappella interna dopo la ricostruzione dell'edificio e la rotazione dell'edificio di 180°. L'ambiente conserva gli affreschi eseguiti da Maffiolo da Cazzano e datati 1480 con quattordici riquadri di misure differenti raffiguranti scene della vita di Gesù in un linguaggio molto popolare che diventa catechesi. La cappella conserva anche la statua lignea di Santa Maria Maddalena attribuita a Donato Prestinari, collaboratore dello scultore Pietro Bussolo. La scultura databile al 1500-1505 circa, è stata restaurata nel 2017.